# Фрунзе (Ростовская область)
Фрунзе — хутор в Заветинском районе Ростовской области.
Входит в состав Никольского сельского поселения.

## Улицы
| - пр-д. Луговой, - ул. Майская, - ул. Садовая, - ул. Степная, | - ул. Центральная, - ул. Школьная, - ул. Шоссейная. |

## Население
| 2010 |
| ---- |
| 121  |